# Narke japonica
Narke japonica е вид хрущялна риба от семейство Narkidae. Видът е уязвим и сериозно застрашен от изчезване.

## Разпространение
Разпространен е в Китай, Провинции в КНР, Северна Корея, Тайван, Южна Корея и Япония.